# (2117) Danmark
(2117) Danmark ist ein Asteroid des Hauptgürtels, der am 9. Januar 1978 vom dänischen Astronomen Richard Martin West am La-Silla-Observatorium (IAU-Code 809) der Europäischen Südsternwarte in Chile entdeckt wurde.
Der Asteroid ist Mitglied der Koronis-Familie, einer Gruppe von Asteroiden, die nach (158) Koronis benannt ist.
Der Himmelskörper wurde nach dem Königreich Dänemark benannt.